# تسوکوو
تسوکوو (به لهستانی:  Cewków) یک روستا در لهستان است که در گمینا ستار جکوو واقع شده‌است. تسوکوو ۱٬۸۰۰ نفر جمعیت دارد.